# Mauro Azcona Pérez
Mauro Azcona Pérez  (Fitero, 1903 - Moscou, 28 de febrer de 1982) va ser un director i guionista de cinema navarrès.
Fill d'un fotògraf ambulant navarrès, va intentar emigrar a Amèrica però es va quedar a Barakaldo. El 1924 va fer d'ajudant de direcció de Telesforo Gil del Espinar en la pel·lícula Edurne, modista bilbaína. El 1925 amb el seu germà Víctor Azkona va crear Producciones Azkona, que rodava documentals i produccions al pati de casa seva. El 1928 va rodar el llargmetratge El mayorazgo de Basterretxe, el seu major èxit. Tanmateix, l'arribada del cinema sonor els va obligar a tancar, ja que no podien assumir la forta inversió que suposava adaptar-s'hi. Després d'esetablir-se una temporada a París, on va treballar als estudis Joinville, el 1933 tornà i es va establir a Madrid, on va fundar la productora DASA, amb la que va dirigir la pel·lícula d'animació El amor de Juan Simón.
Durant la guerra civil espanyola va rodar pel·lícules propagantídtiques per la Secció Cinematogràfica del Regiment Pasionaria. Després de la guerra, va viure a Montevideo, on es va dedicar a la pintura i finalment es va exiliar a la Unió Soviètica. Va treballar als estudis Mosfilm fins que es va jubilar. Aleshores va ensenyar castellà a l'Institut d'Idiomes Estrangers a Moscou, on va morir d'una complicació amb la diabetis.

## Cinematografia

### Director
- La Cruz Roja Española (1936)
- Frente a frente (1936)
- El rival de Manolín (1930)
- El mayorazgo de Basterretxe (1929)
- Jipi y Tilín (1927)
- Los apuros de Octavio (1926)
- Vizcaya pintoresca (1925)
- Puerto de Bilbao (1924)

### Ajudant de direcció
- Edurne, modista bilbaína (1924)

### Guionista
- La Cruz Roja Española (1936)
- Frente a frente (1936)
- El mayorazgo de Basterretxe (1929)
- Los apuros de Octavio (1926)